# هیدنوبو تاکاسو
هیدنوبو تاکاسو (انگلیسی: Hidenobu Takasu؛ زادهٔ ۲۹ نوامبر ۱۹۹۱) بازیکن فوتبال اهل ژاپن است.
از باشگاه‌هایی که در آن بازی کرده‌است می‌توان به باشگاه فوتبال کاوازاکی فرونتال اشاره کرد.